# Oscar Nakasato

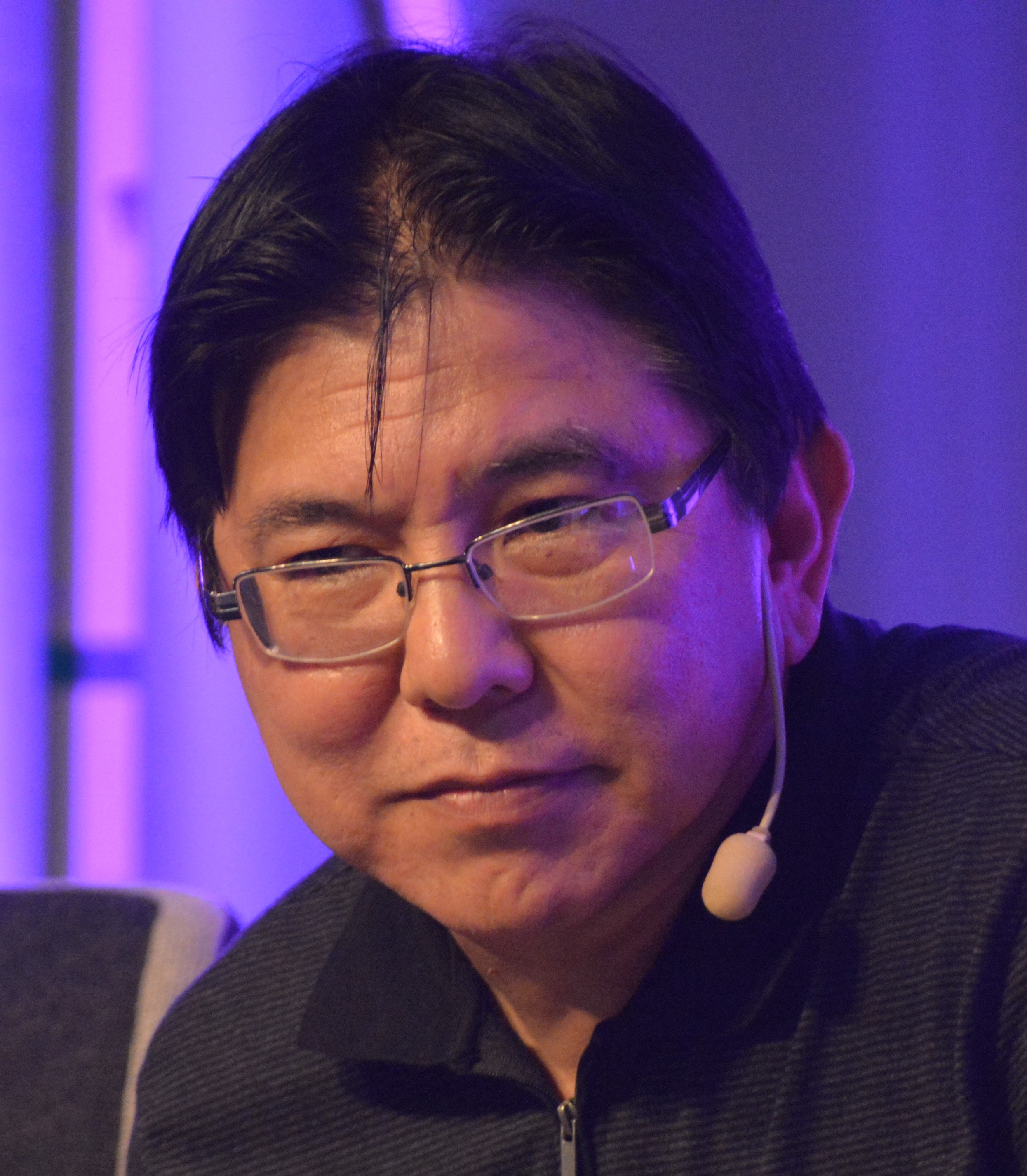
Oscar Nakasato på Bokmässan 2016.

Oscar Fussato Nakasato, född 1963 i Maringá i Paraná. är filosofie doktor i litteraturvetenskap och författare och känd för att ha uppmärksammat den exiljapanska kulturen i Brasilien.

## Biografi
Oscars morföräldrar kom till Brasilien i början på 1900-talet för att arbeta som nybyggare i hopp om att bli rika och återvända till Japan. Men de fick arbeta som kontraktsarbetare på kaffeplantager. Efter några år flyttade de till São Paulos fattiga kvarter. Deras barn flyttade till Maringá i grannstaten Paraná.
Oscar Nakasato studerade juridik vid Universitetet i Maningá och blev därefter filosofie doktor i litteraturvetenskap vid Universitetet i São Paulo. Nakasato bor sedan 2007 i Apucarana i Paraná och är gift och har två barn. Han är lärare i litteratur och språk vid tekniska högskolan vid universitetet i Paraná.

## Utmärkelser
- Special Award Paraná, litterär tävling 2003.[4]
- Benvirá Prize[a] (2011).
- Bunkyo Prize[b] (2011).
- Jabuti award[c] (2012).

### Korta berättelser
1999 Alô och Olhos de Peri (portugisiska)
2003 Menino na árvore (portugisiska) (Pojken i trädet).

### Romaner
Nakasato, Oscar Fussato (2011[2011]) (på por). Nihonjin (1a edição.). Libris 19563474. ISBN 9788502131088